# Caso Bayarri vs. Argentina
El caso Bayarri vs. Argentina es una sentencia de la Corte Interamericana de Derechos Humanos por las violaciones de derechos humanos de Carlos Bayarri por parte del Estado Argentino, en relación con su secuestro, tortura y denegación de justicia.
Los hechos denunciados ocurrieron el  18 de noviembre de 1991, cuando el policía federal Carlos Bayarri fue secuestrado junto a su padre, y llevado al centro clandestino de detención El Olimpo. En esas circunstancias fue torturado con el objetivo de que confesara como implicado en el secuestro de Mauricio Macri, como supuesto partícipe de la llamada "Banda de los comisarios".
Es importante destacar que Bayarri fue detenido mientras caminaba por la calle; sin mediar flagrancia ni orden judicial emanada de autoridad competente.  El día 25 de noviembre  fue llevado ante el juez para prestar declaración, presentó unas hojas de papel en donde confesaba su participación y además proporcionaba nombres de otras personas presuntamente involucradas.
Un mes después, negó todos los hechos en una ampliación de su declaración indagatoria. Allí indicó que al momento de su primera declaración se encontraba bajo amenazas del personal de la División Defraudaciones y Estafas y que había sido objeto además de torturas.